# Bufotes viridis
El sapo verde europeo (Bufotes viridis) es una especie de anfibio anuro de la familia Bufonidae; se puede encuentra en Europa continental, Asia y el Norte de África. Esta especie no existe en la península ibérica y a veces es confundida con Bufotes balearicus, que probablemente fue introducida en Baleares en edad muy antigua procedente de Córcega, Cerdeña o Italia. Viven en áreas diversas, incluyendo estepas, zonas montañosas semidesiertos y áreas urbanas. Existen variaciones en color y diseño a lo largo de su área de distribución. 
Las manchas varían de verde a marrón obscuro y en ocasiones también rojo. El vientre es, por lo general, de colores claros. Los sapos comen gran variedad de invertebrados, como anélidos, insectos, gasterópodos, etc. Pueden variar su color en respuesta al calor y la luz en mayor grado que otros sapos. También tienen glándulas productoras de bufotoxinas como defensa ante las amenazas.

## Reproducción
- Las hembras depositan entre 9,000 a 15,000 huevos en cada freza.
- Pueden alcanzar, a lo sumo, tallas de 15 cm.